# Сентябрь
Сентя́брь (лат. septem — семь) — девятый месяц григорианского календаря. Один из четырёх месяцев длиной в 30 дней. Сентябрь — начало осени в северном полушарии Земли и начало весны в южном.
Название получил от septem — семь, так как был седьмым месяцем староримского года, начинавшегося до реформы Цезаря с марта. В Древней Руси сентябрь первоначально также был седьмым, а в Русском государстве с XV века по 1700 год — первым месяцем в году.
Праславяне называли месяц сентябрь *versьnь (ср. бел. верасень; укр. вересень; пол. wrzesień), от названия растения вереска (*versъ), которое цветёт в летне-осенний период.
В современную эпоху до 16 сентября по григорианскому календарю солнце стоит в созвездии Льва, с 16 сентября — в созвездии Девы (по другим данным — 17 сентября).

## Статистика и описание
В средней полосе России сентябрь в целом ещё сохраняет летние черты, однако среднесуточная температура значительно снижается. Средняя температура сентября в Подмосковье +12 °С (для сравнения, в августе +18 °С). В третьей декаде месяца, после дня осеннего равноденствия, активно начинают желтеть листья, что связано с резким уменьшением интенсивности и длительности солнечного излучения. Осадки выпадают в основном в виде дождя, редко в конце месяца бывает мокрый снег. Также в Москве было 6 «летних» сентябрей: в 1792, 1824, 1847, 1851, 2023 и 2024 (средние температуры: 15.1, 15.0, 17.0, 15.4, 15.0 и 17.1 соответственно).
В сентябре часты возвраты тепла до +20..+25 °C днём. Одно из таких потеплений — «бабье лето», которое приходится на вторую половину месяца.
В Приморье и на юге Курильского архипелага сентябрь является полноценным летним месяцем, даже теплее июня (средняя температура июня во Владивостоке +14° С, а в сентябре +16 °С, средняя температура июня в Южно-Курильске +9 °С, а в сентябре +15 °С).

## Памятные даты
- 1 сентября 1939 года — нацистская Германия напала на Польшу, что стало началом Второй мировой войны.
- 2 сентября 1945 года — День окончания Второй мировой войны.
- 8 сентября — День воинской славы России. День Бородинского сражения русской армии под командованием М. И. Кутузова с французской армией (1812 год).
- 11 сентября — День патриота в США.
- 21 сентября — День воинской славы России. День победы русских полков во главе с великим князем Дмитрием Донским над войсками темника Мамая в Куликовской битве (1380 год).
- Вторая суббота сентября — День Амги-Слободы. В 1652 году было основана Амга-Слобода.

## Международные дни
- 3 сентября — День солидарности в борьбе с терроризмом.
- 2-е воскресенье — Международный день памяти жертв фашизма. Учреждён ООН в 1962 году.
- 10 сентября — Всемирный день предотвращения самоубийств.
- 26 сентября
  - Всемирный день контрацепции.
  - Европейский день языков.

## Праздники

### Международные
- 3-й вторник — Международный день мира, установлен резолюцией Генеральной Ассамблеи ООН от 30 ноября 1981 года. В дальнейшем перенесён на 21 сентября.
- 256 день года (12 или 13 сентября) — День программиста.
- 19 сентября — Международный пиратский день.
- последнее воскресенье — Международный день глухих[12].
- 30 сентября — Международный день переводчика (учреждён Международной федерацией переводчиков в 1991 году).
- один из дней последней недели сентября — Всемирный день моря — один из международных дней, отмечаемых в системе ООН.

### Российские
- 1 сентября — День знаний.
- 11 сентября — День специалиста органов воспитательной работы.
- 1-е воскресенье — День работников нефтяной и газовой промышленности.
- 2-е воскресенье — День танкиста.
- 3-е воскресенье — День работников леса, День тюркской письменности и культуры[13].
- 4-е воскресенье — День машиностроителя.

### Русские народные
- 11 сентября — Головосек.
- 14 сентября — Семён Летопроводец.
- 21 сентября — Осенины.
- 27 сентября — Воздвиженье.

### Религиозные
- 11 сентября — Усекновение главы Иоанна Предтечи
- 21 сентября — Рождество Пресвятой Богородицы
- 27 сентября — Воздвижение Креста Господня

### Национальные
- 9 сентября — День независимости Таджикистана
- 1-е воскресенье: Австралия, Новая Зеландия — День отца
- 16 сентября — День независимости Мексики
- Украина — День изобретателя и рационализатора (3 суббота сентября)
- Белоруссия — День белорусской письменности (первое воскресенье сентября)[14]
- 3-е воскресенье: Казахстан — День казахского языка[15]

## Русские поговорки и приметы
- Гром в сентябре предвещает тёплую осень[16].
- Много желудей в сентябре на дубу — к лютой зиме[16].
- В сентябре если паутина стелется по растениям — к теплу[16].